# Число Фруда
Число́ Фру́да ({\displaystyle \mathrm {Fr} }), или критерий Фруда, — один из безразмерных критериев подобия движения жидкостей и газов. Применяется в случаях, когда существенно воздействие внешних сил. Введено Уильямом Фрудом в 1870 году.

## Число Фруда в гидродинамике
Число Фруда характеризует соотношение между силой инерции и внешней силой, в поле которой происходит движение, действующими на элементарный объём жидкости или газа:
{\displaystyle \mathrm {Fr} ={\frac {v^{2}}{gL}},}
где {\displaystyle v} — характерный масштаб скорости, {\displaystyle g} — ускорение, характеризующее действие внешней силы, {\displaystyle L} — характерный размер области, в которой рассматривается течение.
Например, если рассматривается течение жидкости в трубе в поле силы тяжести, то под величиной {\displaystyle g} понимается ускорение свободного падения, под величиной {\displaystyle v} — скорость течения, а за {\displaystyle L} можно принять длину трубы или её диаметр.
В судостроении используется другая версия числа Фруда — корень из вышеуказанного гидродинамического числа Фруда.
{\displaystyle \mathrm {Fr_{shipping}} ={\sqrt {Fr}}={\frac {v}{\sqrt {gL}}},}
Число Фруда позволяет сравнивать условия волнообразования для судов разного размера. Например, если модель судна выполнена в масштабе 1:100, то её нужно буксировать со скоростью, в 10 раз меньшей скорости исходного судна, чтобы увидеть те же волны, что и для большого судна, но в масштабе 1:100.
Для больших водоизмещающих судов число Фруда обычно равно 0,2—0,3, а для малых глиссирующих судов оно, как правило, превышает 1, но обычно выбирается из диапазона 2—3.
Также Число Фруда применяют при моделировании течений воды в открытых руслах и испытаниях моделей гидротехнических сооружений.

## Число Фруда в теплопередаче
В теплопередаче критерий Фруда также характеризует соотношение между силой инерции и силой тяжести, но выражается иначе:
{\displaystyle \mathrm {Fr} ={\frac {gl}{w^{2}}},}
где
- {\displaystyle g} — ускорение свободного падения,
- {\displaystyle l} — определяющий (характе́рный) размер,
- {\displaystyle w} — скорость потока жидкости или газа.